# Tritomegas (punaise)
Pour les articles homonymes, voir Tritomegas.
Genre
Tritomegas est un genre d’insectes hémiptères de la famille des Cydnidae, présent en Europe.

## Classification
Le genre Tritomegas est décrit pour la première fois par les entomologistes français Charles Jean-Baptiste Amyot et Jean Guillaume Audinet-Serville en 1843. Selon eux, le genre se différencie des autres Sehirinae par leur troisième article antennaire beaucoup plus grand que le deuxième.

### Publication originale
Charles Jean-Baptiste Amyot et Jean Guillaume Audinet-Serville, Histoire naturelle des insectes : Hémiptères, Librairie encyclopédique de Roret, 1843, 657 p. (lire en ligne), p. 98. 

### Liste des espèces
Il existe 6 espèces reconnues:
- Tritomegas bicolor (Linnaeus, 1758)
- Tritomegas delagrangei (Puton, 1888)
- Tritomegas micans (Horváth, 1899)
- Tritomegas rotundipennis (Dohrn, 1862)
- Tritomegas sexmaculatus (Rambur, 1839)
- Tritomegas theryi (Lindberg, 1932)